# Lövåsen, Lindesbergs kommun
Lövåsen är en bebyggelse norr om Lindesberg vid sydvästra stranden av Råsvalen i Lindesbergs kommun. Från 2015 till 2023 avgränsade SCB här en småort.